# Kaskade
Kaskade, pseudonimo di Ryan Raddon (Evanston, 25 febbraio 1971), è un disc jockey e produttore discografico statunitense.

## Biografia
Nasce nel 1971 a Evanston e frequenta la Brigham Young University in Provo. Ma tra il 1989 e 1990, egli si trasferisce con la famiglia a Salt Lake, cosicché nel 1992 potesse frequentare l'Università di Utah. Passano gli anni e nel 2000 Raddon si trasferisce a San Francisco dopo esser stato a New York, Chicago, Los Angeles e Tokyo, da qui il suo soprannome Big City. A San Francisco ha la possibilità di collaborare con la casa discografiche Om Records, dove dal 2001 si ritrova sotto contratto della stessa etichetta discografica. In questa poi si forma un'altra casa discografica, la Ultra Records, dove anche con essa Kaskade firma un contratto che lo lega. Nel 2003 pubblica il suo primo album intitolato It's You, It's Me. Un anno dopo ritorna a comporre e pubblica il nuovo album In the Moment. Ma nello stesso anno lo stesso Kaskade dice di volersi ritirare dal mondo della musica per un anno e mezzo, riprendendo così a settembre 2006, che vede il DJ pubblicare l'album The Calm (disponibile solo online), Love Mysterious ed Here & Now. Due anni dopo si sposa con Naomi Radon e pubblica l'album Strobelite Seduction. Nel 2010 pubblica tre album: Dinasty, dance.love e la versione estesa di Dinasty.
Fa parte della Chiesa di Gesù Cristo dei Santi degli ultimi giorni.

## Discografia
Album in studio
- 2003 – It's You, It's Me
- 2004 – In the Moment
- 2006 – The Calm
- 2006 – Love Mysterious
- 2008 – Strobelite Seduction
- 2010 – Dynasty
- 2011 – Fire & Ice
- 2013 – Atmosphere
- 2015 – Automatic
- 2017 – Kaskade Christmas
- 2023 – KX5 (con deadmau5)

EPs
- 2014 – Redux EP 001
- 2017 – Redux EP 002
- 2019 – Redux EP 003
- 2020 – Redux EP 004

Singoli
- 2001 – What I Say
- 2001 – Gonna Make It
- 2002 – I Feel Like
- 2003 – It's You, It's Me
- 2004 – True
- 2004 – Keep On
- 2004 – Steppin' Out
- 2004 – Soundtrack to the Soul
- 2004 – Sweet Love
- 2005 – Everything
- 2005 – Safe
- 2006 – Be Still
- 2006 – Stars Align
- 2007 – In This Life
- 2007 – Sorry
- 2007 – Sometimes
- 2008 – 4 AM
- 2008 – Move for Me (con deadmau5)
- 2008 – I Remember (con deadmau5)
- 2008 – Angel on My Shoulder
- 2008 – Step One Two
- 2009 – So Far Away (con Seamus Haji; feat. Haley)
- 2010 – Dynasty (feat. Haley)
- 2010 – Fire in You New Shoes (feat. Martina Sorbara)
- 2010 – Don't Stop Dancing (con EDX; feat. Haley)
- 2010 – Raining (con Adam K; feat. Sunsun)
- 2011 – Only You (con Tiësto; feat. Haley)
- 2011 – All You
- 2011 – All That You Give (feat. Mindy Gledhill)
- 2011 – Call Out (feat. Mindy Gledhill)
- 2011 – Eyes (feat. Mindy Gledhill)
- 2011 – Turn It Down (con Rebecca & Fiona)
- 2012 – Room for Happiness (feat. Skylar Grey)
- 2012 – Lick It (con Skrillex)
- 2012 – Lessons in Love (feat. Neon Trees)
- 2012 – Love (feat. Haley)
- 2012 – No One Knows Who We Are (con Swanky Tunes; feat. Lights)
- 2013 – Atmosphere
- 2013 – Last Chance (con Project 46)
- 2013 – Feeling the Night (feat. Becky Jean Williams)
- 2014 – Ain't Gotta Lie (con deCarl)
- 2014 – Summer Nights (con The Brocks)
- 2014 – A Little More (con John Dahlbäck; feat. Sansa)
- 2015 – Never Sleep Alone (feat. Tess Comrie)
- 2015 – Disarm You (feat. Ilsey)
- 2015 – We Don't Stop
- 2016 – Whatever (feat. KOLAJ)
- 2016 – Us (con Cid)
- 2016 – Fakin It (con Felix Cartal; feat. Ofelia K)
- 2016 – Beneath with Me (con deadmau5; feat. Skylar Grey)
- 2017 – Nobody Like You
- 2017 – Deck the Halls
- 2018 – Cold as Stone (feat. Charlotte Lawrence)
- 2018 – Almost Back (with Phoebe Ryan, LöKii)
- 2018 – Fun (con Brohug, Mr. Tape)
- 2018 – Tight (feat. Madge)
- 2018 – On Your Mind
- 2019 – Love Me Like You Used to (con Cecilia Gault)
- 2019 – Be the One (con Cheat Codes)
- 2019 – Go Slow (con Gorgon City, Roméo)
- 2019 – With You (con Meghan Trainor)
- 2019 – No One Else (with Telykast)
- 2020 – 1990 (con Brohug)
- 2020 – Love Like That (feat. Dani Poppitt)
- 2020 – Sexy (con Kosha Dillz)
- 2020 – I Have Dreams (feat. Blue Noir, Tishmal)
- 2020 – Chains (con Project 46)
- 2020 – Pow Pow Pow (con Chemical Surf)
- 2020 – When I'm with You (con Colette)
- 2022 - Escape (con deadmau5, Hayla)
- 2022 - Alive (con deadmau5, The Moth & The Flame)